# Frankrikes försvarsmakt
Frankrikes försvarsmakt består av de fyra vapenslagen armén (Armée de Terre), marinen (Marine Nationale), flygvapnet (Armée de l’Air) och polisstyrkan gendarmeriet (Gendarmerie Nationale). Vid sidan av de väpnade grenarn sjukvårdstjänsten (Service de Santé des Armées) och drivmedelstjänst (Service des Essences des Armées) en självständig och övergripande ställning för de väpnade styrkorna.
Högste befälhavare för det de franska vapenslagen är republikens president. Under honom har premiärministern genom försvarsministern det politiska ansvaret för de väpnade styrkorna. Sedan 2001 består styrkorna av en yrkesarmé, med 347 903 soldater i aktiv tjänst och 81 229 civilanställda (2003). Därtill kommer reservanställda soldater. Frankrike förfogar över kärnvapenbärande markrobotar, luftburna robotar och ubåtsburna robotar, sammanlagt förfogar den Frankrikes väpnade styrkor över ca 350 kärnstridspetsar. 

## Armén

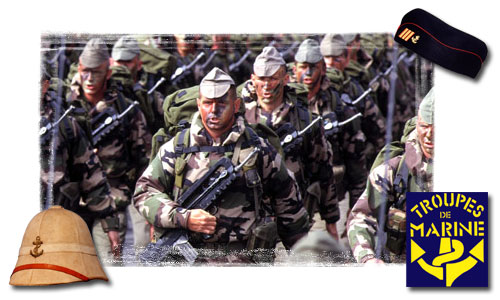

- Stridande förband: 70 bataljoner, även 2 bataljoner i den fransk-tyska brigaden
- Underhållsförband: 18 bataljoner

Arméns militära personal utgörs av 131 039 soldater.

## Marinen
- Ytstridsförband: 72 fartyg, 12 200 sjömän
- Ubåtsförband: 10 ubåtar, 3 800 sjömän
- Marinflyg: 152 flygplan, 6 800 sjömän
- Marininfanteri: 1 700 infanterister och jägare

Marinens militära personal utgörs av 44 595 sjömän och soldater.

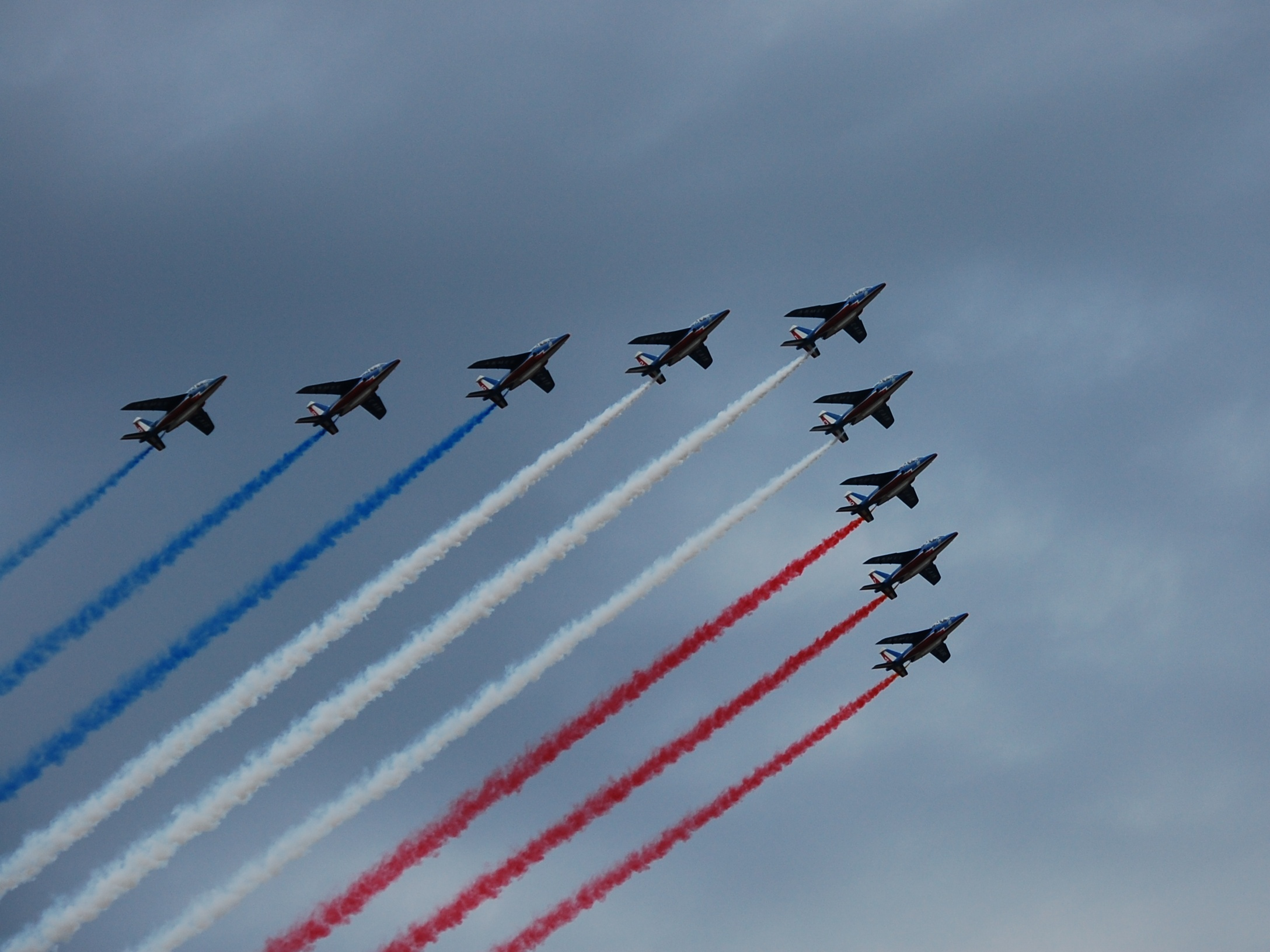

## Flygvapnet
- Strategiska flygstridskrafter (kärnvapenbärare): 90 flygplan, 2 300 soldater
- Flygstridskrafter: 310 flygplan, 5 900 soldater
- Transportflyg: 100 flygplan
- Flygbasjägare: 5 300 soldater

Flygvapnets militära personal utgörs av 63 664 soldater

## Gendarmeriet
Polisen i Frankrike består av två statliga poliskårer med huvudansvar för polisväsendet. De två statliga poliskårerna är det militärt organiserade Gendarmerie nationale, den fjärde grenen i den franska, och den civila statliga polisen, Police nationale. Gendarmeriet verkar som polisstyrka framförallt på landet och i mindre städer; i större städer finns la Police Nationale. Gendarmeriets uppgifter är desamma som för italienska Carabinieri och spanska Guardia Civil.
- Det territoriella gendarmeriet bestod 2008 av 1 124 lokala gendarmeristationer, 370 utryckningsplutoner, 271 hundpatruller, 92 länskriminalenheter, 383 kriminalenheter, 14 helikopterenheter, 7 flodpolispatruller, 26 sjöpolispatruller, 93 trafikpolisskvadroner, 136 trafikpolisplutoner och 37 specialenheter för ungdomsbrottslighet

- Det mobila gendarmeriet bestod 2008 av 123 skvadroner. I Parisområdet finns ett högre mobilt gendarmerieförband, med fyratusen polissoldater i sex bataljoner, däribland gendarmeriets pansarbataljon och gendarmeriets specialförband.

- Garde Républicaine med tre objekts- och personskyddsbataljoner i Paris.

Det franska gendarmeriet hade 2006 ca 105 000 anställda. Av dessa var 103 000 militärer och 2 000 civilanställda.

## Sjukvårdstjänsten

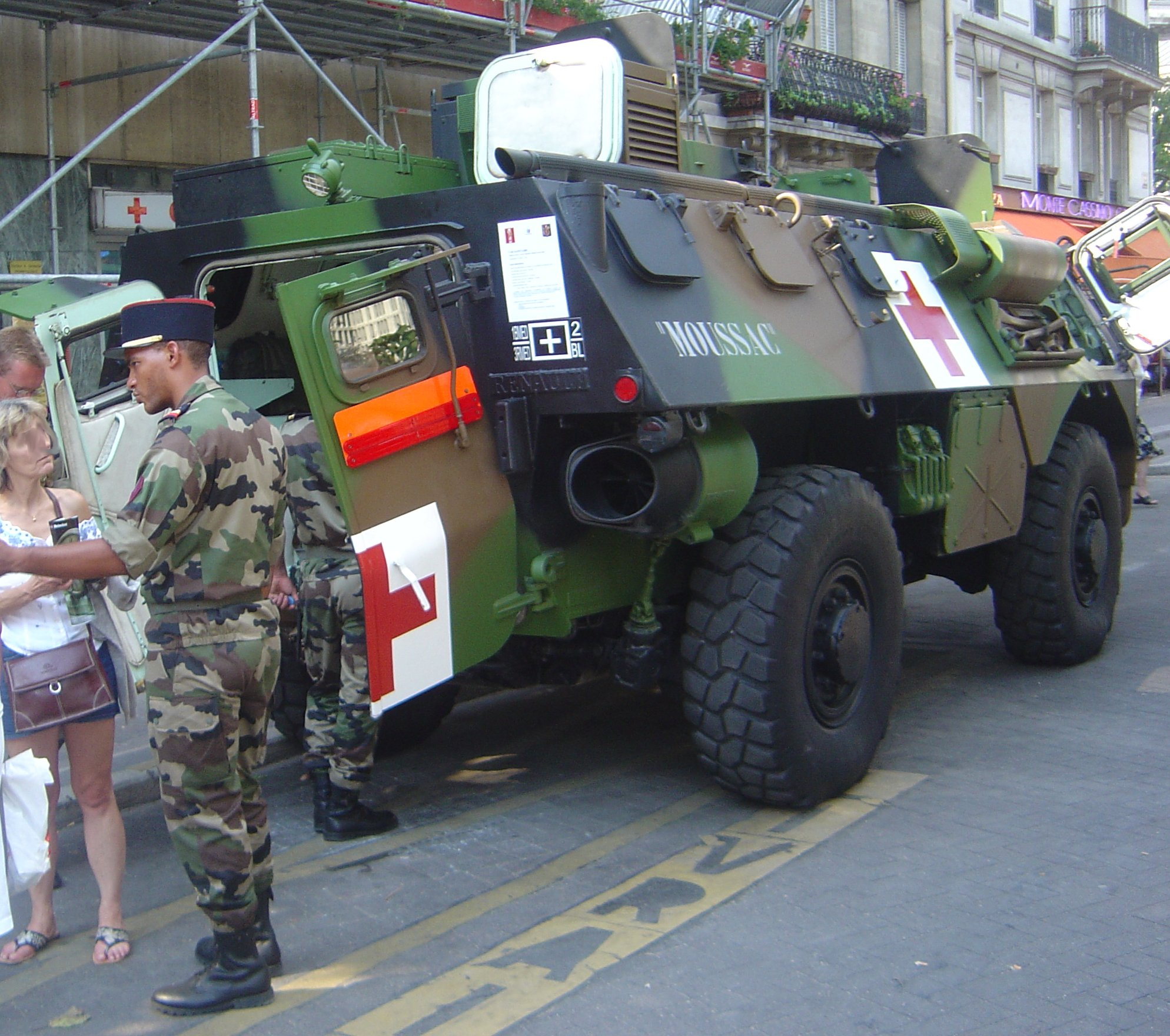

Sjukvårdstjänsten, service de la santé, är en särskild gren inom de väpnade styrkorna. Den omfattar bland annat:
- 9 undervisningssjukhus
- 1 sjukvårdscentrum
- 2 skolor
- 4 forskningscentra

Sjukvårdstjänstens personal utgörs av 12 431 personer, varav 7 559 militärer.

## Drivmedelstjänsten
Drivmedelstjänstens personal utgörs av 2 444 personer, varav 1 255 militärer.